# Souimanga de Neergaard
Cinnyris neergaardi
Espèce
Synonymes
- Nectarinia neergaardi (Grant, 1908)[2]
- Nectarinia neergardi (Grant, 1908)[2]

Statut de conservation UICN

 NT  : Quasi menacé
Le Souimanga de Neergaard (Cinnyris neergaardi) est une espèce de passereaux de la famille des Nectariniidae.

## Systématique
Cette espèce a été décrite en 1908 par Claude Grant (d).

## Répartition
Cet oiseau se trouve en Afrique du Sud et au Mozambique.

## Habitat
Il habite les forêts sèches tropicales et subtropicales. Il est menacé par la perte de son habitat.